# 弗朗茨·施坦格尔
弗朗茨·保羅·施坦格爾（德語：Franz Paul Stangl，1908年3月26日—1971年6月28日；或譯弗朗茨·保羅·史坦格爾、弗朗茨·保羅·斯坦格尔），出生於奧匈帝國，後進入納粹德國黨衛軍，在萊茵哈德行動猶太人大屠殺期間任索比布尔集中营及特雷布林卡集中營指揮官。弗朗茨於1967年在巴西被捕，引渡回西德就被指控屠殺900000人而接受審問，於1970年被判終生監禁。6個月後因心力衰竭而死亡。